# Bazyli (Vadić)
Bazyli, nazwisko świeckie Vadić (ur. 10 grudnia 1946 w Opsječku) – serbski biskup prawosławny.

## Życiorys
Pochodzi z wielodzietnej rodziny Luki i Jovanki Vadić, urodził się jako ich dziesiąte dziecko. Do monasteru wstąpił w wieku szesnastu lat. Od 1962 do 1964 był posłusznikiem w monasterze Gomirje. Wieczyste śluby mnisze złożył w wieku dwudziestu lat w monasterze Krka. Rok później został wyświęcony na hierodiakona. Równocześnie uczył się w seminarium duchownym przy monasterze Krka. Ukończył je w 1971 z wyróżnieniem, w tym samym roku uzyskał godność protodiakona. W latach 1971–1975 kontynuował naukę teologii na wyższych studiach w Bukareszcie. Po uzyskaniu dyplomu końcowego wrócił do macierzystego klasztoru i objął obowiązki wykładowcy w działającym przy nim seminarium Trzech Świętych Hierarchów. W 1976 został wyświęcony na hieromnicha.
Podyplomowo studiował w Oxfordzie.
3 września 1978 przyjął chirotonię biskupią z rąk patriarchy serbskiego Germana, biskupa žickiego Stefana oraz biskupa vrańskiego Domecjana. Objął katedrę australijską i nowozelandzką, na której pozostawał do 1986, gdy został ordynariuszem eparchii sremskiej.